# Фриксотрикс
Фриксотрикс (лат. Phrixothrix) — род жуков из семейства Фенгодиды. Личинки и самки имеют люминесцентные органы. Характерен ярко выраженный половой диморфизм. Самки неотенические (всю жизнь обладают признаками личинок), длина — 60 мм, бескрылые. Самцы гораздо мельче, обладают всеми признаками имаго жесткокрылых. Жуки и личинки — хищники.
Представители рода распространены в Центральной и Южной Америке.

## Люминесценция
У личинок есть несколько органов-фотофоров, испускающих свет различных оттенков — красного и желто-зеленого. Желто-зеленый свет производится 11 парами фотофоров по бокам сегментов вдоль тела, образующими два параллельных ряда. Красный свет производится двумя фотофорами на голове. Жук может «перевести» все или несколько точек на одну сторону тела. Ярко-красные точки на голове только у самки.
Подобное изменение спектра излучаемого света возможно, когда оксилюциферин может существовать в нескольких формах с различной энергией основного состояния, что, в свою очередь, соответствует различающимся энергиям перехода из возбуждённого состояния и, вследствие этого, к различным максимумам в спектре излучения при переходе из возбуждённого состояния в основное.
В английском языке личинку этих жуков называют «железнодорожным червём» (англ. Railroad worm) либо «железнодорожным поездом» благодаря подобному сочетанию различных по испускаемому свету фотофоров. Когда личинка ползет в тёмное время суток, то благодаря испускаемому свечению становится похожей на движущийся состав железнодорожного поезда с красными головными фонарями.

## Питание
Охотится на насекомых и многоножек. Зачастую добыча намного крупнее самого жука. Убивает ядовитым укусом кривых челюстей.

## Размножение
Самка откладывает яйца в подземную нору. Она сама их «высиживает», чтобы обогреть и защитить, пока не вылупятся червеобразные личинки. Спустя год личинки превращаются в куколок. Взрослые жуки появляются из куколок менее чем через два месяца.

## Список видов
В состав рода включены такие виды:
- Phrixothrix acuminatus Pic, 1929
- Phrixothrix alboterminatus Wittmer, 1963
- Phrixothrix belemensis Wittmer, 1976
- Phrixothrix clypeatus Wittmer, 1993
- Phrixothrix gibbosus Wittmer, 1976
- Phrixothrix heydeni Olivier, 1910
- Phrixothrix hieronymi (Haase, 1886)
- Phrixothrix hirtus E. Olivier, 1909
- Phrixothrix impressus Pic, 1929
- Phrixothrix microphthalmus Wittmer, 1976
- Phrixothrix obscurus Pic, 1915
- Phrixothrix peruanus Wittmer, 1963
- Phrixothrix pickeli Pic, 1933
- Phrixothrix reducticornis Wittmer, 1963
- Phrixothrix staphylinoides Wittmer, 1963
- Phrixothrix tiemanni Wittmer, 1970
- Phrixothrix vianai Wittmer, 1988
- Phrixothrix vivianii Wittmer, 1993